# Гамбино, Карло
Карло «Дон Карло» Гамбино (англ. Carlo «Don Carlo» Gambino; 24 августа 1902 года, Каккамо, Сицилия, Италия — 15 октября 1976 года, Бруклин, Нью-Йорк, США) — американский мафиози сицилийского происхождения, ставший боссом одной из «Пяти семей» итало-американской мафии Нью-Йорка, названной в его честь «Семья Гамбино». После конференции боссов мафии в Апалачине 14 ноября 1957 года захватил контроль над т. н. Комиссией Коза Ностра в США. Гамбино был известен своей сдержанностью и скрытностью. Проведя 22 месяца в тюрьме (1938—1939), Гамбино сумел в дальнейшем избегать наказания за свою противозаконную деятельность и умер в собственной постели от сердечного приступа в возрасте 74 лет.

## Ранняя жизнь
Карло Гамбино родился 24 августа 1902 года в местечке Каккамо, Палермо, Сицилия. Он происходил из семьи принадлежавшей к «Достопочтенному обществу» (англ. Honored Society, итал. Onorata Società), как в то время называлась сицилийская мафия. В 1921 году Гамбино нелегально переехал в США и поселился в Бруклине с помощью переехавших туда ранее своих двоюродных братьев Кастеллано. Позже Карло поспособствовал переезду за океан своих братьев. В Соединенных Штатах Гамбино сразу вовлекается в преступную деятельность и уже в 19 лет становится членом «Коза Ностры», присоединившись к одной из самых больших преступных семей Нью-Йорка во главе с Сальваторе «Тото» д’Аквилло (англ. Salvatore «Toto» D'Aquila). В эту же группировку входил дядя Карло, гангстер Джузеппе Кастеллано.
Будучи членом «Коза Ностры» Гамбино близко сошёлся с «новыми мафиози», группой молодых американизированных итало-американцев, недовольных «усатыми Питами», как называли лидеров мафии старого поколения. Новые мафиози не желали жить по старым, заведённым ещё на Сицилии, традициям, были недовольны распределением власти и доходов в тогдашних криминальных «семьях», а также считали необходимым сотрудничать с итало-американцами несицилийского происхождения и еврейской мафией. Помимо самого Карло в группу «гамбино» входили такие известные впоследствии боссы мафии как Чарли «Лаки» Лучано, Фрэнк Костелло, Альберт «Безумный шляпник» Анастазия, Фрэнк «Чех» Скализе, Сеттимо «Большой Сэм» Аккарди, Томми «Трёхпалый Браун» Луккезе, Джо Адонис, Вито Дженовезе, Мейер Лански, Бенджамин «Багси» Сигел и Арнольд «Мозг» Ротштейн. Все они занимались ограблениями, кражами, незаконными азартными играми, а в начале 1920-х годов после введения в США сухого закона обратились к бутлегерству.
В 1930 году Гамбино был арестован по обвинению в воровстве, но сумел избежать наказания.

## Война «Кастелламарезе»
В 1920-х самыми крупными авторитетами криминального мира Нью-Йорка считались Сальваторе Маранцано и Джо «Босс» Массерия, соперничество между которыми привело к знаменитой «Войне Кастелламарезе». Война продолжалась почти четыре года и привела к многочисленным жертвам. Понимая, что продолжение войны повлечёт за собой упадок итало-американской мафии, которую обойдут по своему влиянию еврейские и ирландские гангстеры, Гамбино и другие «новые мафиози» решили положить конец войне Кастелламарезе и сформировать «Национальный преступный синдикат» (англ. National Crime Syndicate), который должен был включить в себя всех итальянцев, независимо от их происхождения, а также еврейские банды. 15 апреля 1931 года Лучано заманил Массерию в ресторан Nuova Tammaro на Кони-Айленде, где его расстреляли Анастазия, Адонис, Дженовезе и Сигел. После этого Маранцано провозгласил самого себя Боссом Боссов. С его позволения лидером будущей семьи Гамбино стал Винсент Мангано, влиятельный мафиози старой школы, сделавший Гамбино своим капореджиме. Так закончилась война Кастелламмарезе.

## Семья Мангано
Впрочем «новые мафиози» не собирались останавливаться. 10 сентября 1931 года они убили и Маранцано. Вскоре после смерти Маранцано по инициативе Лучано боссы пяти самых крупных и влиятельных «семей» итало-американской мафии, «контролирующих» Нью-Йорк, Винсент Мангано, Лаки Лучано, Джо Бонанно, Джо Профачи и Том Гальяно учредили Комиссию — совет, который был призван мирно решать конфликты между бандами с целью избежать в будущем войн подобных Кастелламарезе.
В 1932 году, дождавшись мирных времён, 30-летний Гамбино женился на своей двоюродной сестре, Екатерине Кастеллано. Вдвоём они вырастили трёх сыновей и дочь. Гамбино стал главным добытчиком в «семье» Мангано. Его деятельность включала ростовщичество, незаконные азартные игры и крышевание бизнеса. Несмотря на своё положение и доходы, Гамбино продолжает жить скромно и по возможности незаметно, владея скромным домом в Бруклине. Единственным реальным свидетельством тщеславия Карло был номерной знак его автомобиля Buick, CG1.
В 1938 году Карло Гамбино был арестован по обвинению в неуплате налогов от продажи спиртного и 23 мая 1939 года был приговорён к тюремному заключению на срок 22 месяца и уплате штрафа $2500.
Винсент Мангано возглавлял семью в течение 20 лет. Он был мафиози старой школы наподобие Массерии и Маранцано и «новые мафиози» терпели его лишь из-за близких и прочных связей с Эмилем Камардой, влиятельным вице-президентом Международной ассоциации докеров, что позволяло «семье» контролировать порты Нью-Йорка и Бруклина. Также Мангано и Камарда вместе создали Городской демократический клуб, якобы с целью пропаганды базовых американских ценностей, но в действительности ставший прикрытием «Корпорации Убийств», группы наёмных убийц, исполнявших за деньги заказы итало-американских преступных семей. Помимо наёмных убийств и контроля за портами семья промышляла вымогательствами, рэкетом профсоюзов, незаконными азартными играми, включающими в себя ипподромные, «номера» и подпольные лотереи. Самыми влиятельными в семье в этот период становятся брат Винсента Фил Мангано, «заместитель» босса Альберт Анастазия, Карло Гамбино и его шурин Пол Кастеллано.
Постепенно отношения Анастазии и Мангано испортились настолько, что они не могли находиться в одном помещении. Тем не менее они уживались в одном клане целых двадцать лет. 19 апреля 1951 года в болотистой местности бруклинского залива Шипсхэд был найден мёртвым Фил Мангано. Примерно в это же время пропал без вести и сам глава клана, Винсент Мангано. Его исчезновение так и осталось загадкой. Предполагалось, что оба брата были убиты Анастазией, но доказательств не удалось найти ни полиции, ни мафии. Зато Анастазии при помощи своего друга Фрэнка Костелло удалось убедить руководителей других семей, что Винсент Мангано собирался его убить. В результате Комиссия согласилась признать Анастазию новым боссом семьи. После этого Гамбино становится младшим боссом, а его двоюродный брат и шурин Пол Кастеллано принял на себя в качестве капореджиме прежнюю команду Гамбино.

## Семья Анастазии
При новом боссе доходы семьи выросли, но многие мафиози, в том числе из других семей были озабочены характером и агрессивным поведением Анастазии, одно из прозвищ которого было «Безумный шляпник». Эти сомнения усилились в 1952 году, когда он приказал убить молодого помощника портного из Бруклина Арнольда Шустера, после того как тот рассказал по телевидению о своей роли в качестве основного свидетеля по делу известного грабителя банков Уилли Саттона. Анастазия не знал лично ни Саттона, ни Шустера, но его ненависть к «стукачам» была настолько велика, что он нарушил одно из правил мафии, запрещавшее убийства посторонних. Убийство вызвало ненужное общественное внимание к делам мафии и позволило Вито Дженовезе, давно недовольному Анастазией, назвать того большой угрозой для общего бизнеса. Лучано и Костелло были согласны с этим, но не могли допустить устранения Анастазии, так как нуждались в нём как в союзнике против Вито и его амбиций. Дженовезе, желая возглавить семью Костелло, тайно договорился о совместных действиях с Карло Гамбино, который, в свою очередь привлёк к союзу Джо Профачи.
25 октября 1957 года Анастазия был расстрелян в парикмахерской отеля «Парк Шератон» (ныне «Парк Централ отель») на 56-й Западной улице. Личности нападавших так и не были установлены, но считалось, что убийство совершили по заказу Карло Гамбино, который через Джо Профачи поручил его одному из братьев Галло, Джозефу по прозвищу «Дикий Джо». Однако журналист Джерри Капечи утверждает, что убийство было совершено хоть и по заказу Карло Гамбино, но не Джо Галло, а Джозефом «Джо Блондином» Биондо, нанявшим для этого Стивена Граммаута, Стивена Армоне и Арнольда Виттенбурга, торговавших героином в Нижнем Ист Сайде. После смерти Анастазии его бывший заместитель Карло Гамбино взял в свои руки бразды правления над семьей, которая с тех пор носит его имя. Биондо стал заместителем босса и оставался им вплоть до своей смерти в 1966 году. Граммаута в конечном итоге стал капореджимо в 90-е годы.

### Гамбино и Дженовезе
После совместного устранения Анастазии Дженовезе считал, что Гамбино якобы в долгу перед ним и должен помочь ему стать во главе всех семей мафии. Однако Гамбино, обеспокоенный желанием Вито во что бы то ни стало стать Боссом боссов предпочёл тайно встать на сторону Костелло, Лучано и Лански в их борьбе против Дженовезе. В 1959 году Дженовезе был арестован в Атланте местной полицией, ФБР и Бюро по контролю за продажей алкоголя, табачных изделий и огнестрельного оружия. Он был осуждён за продажу героина к 15 годам заключения в федеральной исправительно колонии Атланты, где он и скончался в 1969 году. Главным свидетелем по делу Дженовезе стал мелкий пуэрто-риканский наркодилер. Лишь позднее стало известно, что сделка на которой попался Дженовезе была организована Карло Гамбино, который заплатил наркодилеру $100 000 за организацию ловушки и дачу показаний в суде.

## Семья Гамбино
Под руководством Гамбино семья стала процветать и расширять сферы влияния. Создаются новые «команды» в Нью-Йорке, Чикаго, Лос-Анджелесе, Майами, Бостоне, Сан-Франциско и Лас-Вегасе. Гамбино возвращают себе полный контроль над Манхэттеном и захватывают крайне выгодный бизнес по сбору и вывозу мусора во всех пяти районах города. Добившись назначения своего капо Энтони Скотто президентом профсоюза докеров Бруклина, Карло усиливает контроль семьи за бруклинским портом. В то же время считая контрабанду героина и кокаина высокоприбыльной, но слишком опасной, а также привлекающей излишнее внимание властей и общества Гамбино запретил членам семьи торговать наркотиками, объявив своим принципом «Продай и умри» (англ. Deal and Die).
В 1962 году Карло Гамбино при поддержке Костелло и Лучано становится главой Комиссии. В том же году, желая укрепить свои связи с семьёй Луккезе, он женил своего старшего сына Томаса на дочери босса Томми Луккезе, Фрэнсис. На свадьбе присутствовало более 1000 гостей, родственников, друзей и «наших друзей». По слухам Гамбино лично дал Луккезе $30000 в качестве «приветственного подарка». Вместе с семьёй Луккезе Гамбино берут под свой контроль Международный аэропорт имени Джона Кеннеди.
В 1960-х годах семья Гамбино включала около 30 «команд», насчитывающих около 500 солдат (по другим источникам 700 или 800). Ежегодный доход семьи оценивался в $500 млн.

### Банановая война (1962—1967)
В начале 1960-х Карло Гамбино при поддержке семей Дженовезе и Луккезе добился, чтобы босс мафии Джо Профачи ушёл со своего поста. Новым главой семьи Профачи стал его заместитель Джозеф Мальоко. Опасаясь за своё будущее в 1962 году Мальоко поддался уговорам другого босса, Джо Бонанно, и вступил с ним в сговор с целью устранения Гамбино, Луккезе, а также боссов мафии Лос-Анджелеса и Буффало. Непосредственным исполнителем должен был стать капо семьи Профачи Джо Коломбо, однако тот предпочёл стать на сторону Гамбино. В результате Комиссия заставила Мальоко уплатить штраф $50000 и сложить с себя полномочия главы семьи, передав их Коломбо. Многие считали, что реально семьёй Коломбо в то время руководил Карло Гамбино.
В отличие от своего союзника Мальоко, Бонанно не собирался сдаваться и отказался явиться на заседание Комиссии. В ответ её члены решили, что он больше не заслуживает доверия и поставили во главе семьи капо Гаспара ДиГрегорио. После этого в семье произошёл раскол, получивший в прессе название «Бананового» (англ. The Banana Split), вылившийся в ожесточённую войну между соратниками Джо Бонанно и его сына Сальваторе с одной стороны и сторонниками ДиГрегорио. В 1967 году у Джо Бонанно случился инсульт и он был вынужден отойти от дел. Хотя и не сразу, но постепенно стычки сошли на «нет» и семья воссоединилась под руководством нового босса, Пола Скьячча, сменившего неоправдавшего надежд Комиссии ДиГрегорио.

## Эра Гамбино
В конце 1960-х годов Карло Гамбино становится наиболее могущественным лидером «Пяти Семей». Этому способствовали как успешное окончание «Банановой войны» и устранение Джо Бонанно, так и смерть в том же 1967 году Луккезе от рака мозга. Его преемником стал Кармайн Трумунти, которого считали марионеткой Карло Гамбино. В 1972 году был убит босс семьи Дженовезе Томас «Томми Райан» Эболи, который, якобы задолжал Гамбино 4 миллиона долларов за наркотики. Как говорят, новый глава Семьи Фрэнк «Фунци» Тиери был избран на свой пост во многом благодаря Карло Гамбино. Таким образом последний не только руководил собственным кланом, но и имел существенное влияние на остальные «семьи».
В 70-х Гамбино стал всё чаще испытывать проблемы со здоровьем, и всё больше времени проводил в личном особняке на Лонг-Айленде. Однако он по-прежнему руководил как своим кланом, так и другими семьями Нью-Йорка. В конце жизни он назначил своим преемником двоюродного брата и шурина Пола Кастеллано, несмотря на то, что большинство членов семьи полагали, что новым боссом должен был стать Аниелло Деллакроче.
Карло Гамбино скончался у себя дома в Бруклине 15 октября 1976 года от сердечного приступа, во время просмотра телевизора. Он был похоронен на кладбище Сент-Джонс в нью-йоркском районе Куинс. Его похороны, как говорили, собрали не менее 2000 человек, включая сотрудников полиции, судей и политиков.

## Семья
Карло Гамбино был женат на своей двоюродной сестре Екатерине Кастеллано. У него были три сына, Томас, Джозеф и Чарльз, и дочь Филлис Синатра. У Карло было два брата, Гаспаре Гамбино, который никогда не был связан с мафией, и Паоло Гамбино, ставший у брата капореджиме, а также много двоюродных братьев и сестёр в США и Сицилии. Одна из них, Мария Гамбино, стала женой Сальваторе Биондо, родственника Джозефа «Блондина» Биондо.

## Карло Гамбино в искусстве
- В 1996 году Марк Лоуренс сыграл Карло Гамбино в телевизионном фильме «Готти».
- Утверждают, что именно жизнь Карло Гамбино, одно из прозвищ которого было «Крёстный отец», повлияла на Марио Пьюзо, автора знаменитого романа «Крёстный отец».
- Семья Гамбино упоминается в фильме Мартина Скорсезе «Славные парни» (когда Томми Девито — играет Джо Пеши — приводят принимать в семью Гамбино и убивают).